# 扶餘豐
扶餘豐（？—？），日本稱扶余豐璋，為義慈王之子，生卒年不詳。是百濟的末代國王。
扶餘豐幼年即被送往倭國（日本）為人質。660年新羅及唐攻陷百濟國都泗沘城，百濟遺臣鬼室福信及僧侶道琛等人力守周留城，迎扶餘豐歸國為王，並與倭及高句麗聯軍，圖謀復國。而後鬼室福信殺道琛，且扶餘豐疑鬼室福信叛變，遂於663年6月將其斬首。同年8月，劉仁軌所率唐軍於白江口大敗倭國與百濟之聯軍，扶餘豐逃往高句麗，高句麗滅亡後又為唐所俘，流放至嶺南，不知所終。
扶餘豐之子孫流亡日本，天智天皇賜「百濟王」為姓予其弟善光（或稱禪廣），兒子扶餘隆被任命熊津都督但未有赴任。

## 附註
1. ↑  日本把「豐」簡化為「豊」，韓國獨立後依然跟從。但在漢語，「豐」與「豊」是兩個不論是發音和意義都不同的字。「豐」在中國大陸簡化作「丰」。

| 前任： 義慈王 | 百濟國王 660年－663年 | 繼任： 扶餘隆 唐朝所立，未歸藩 |